# St.-Marien-Magdalenen-Kirche (Erfde)

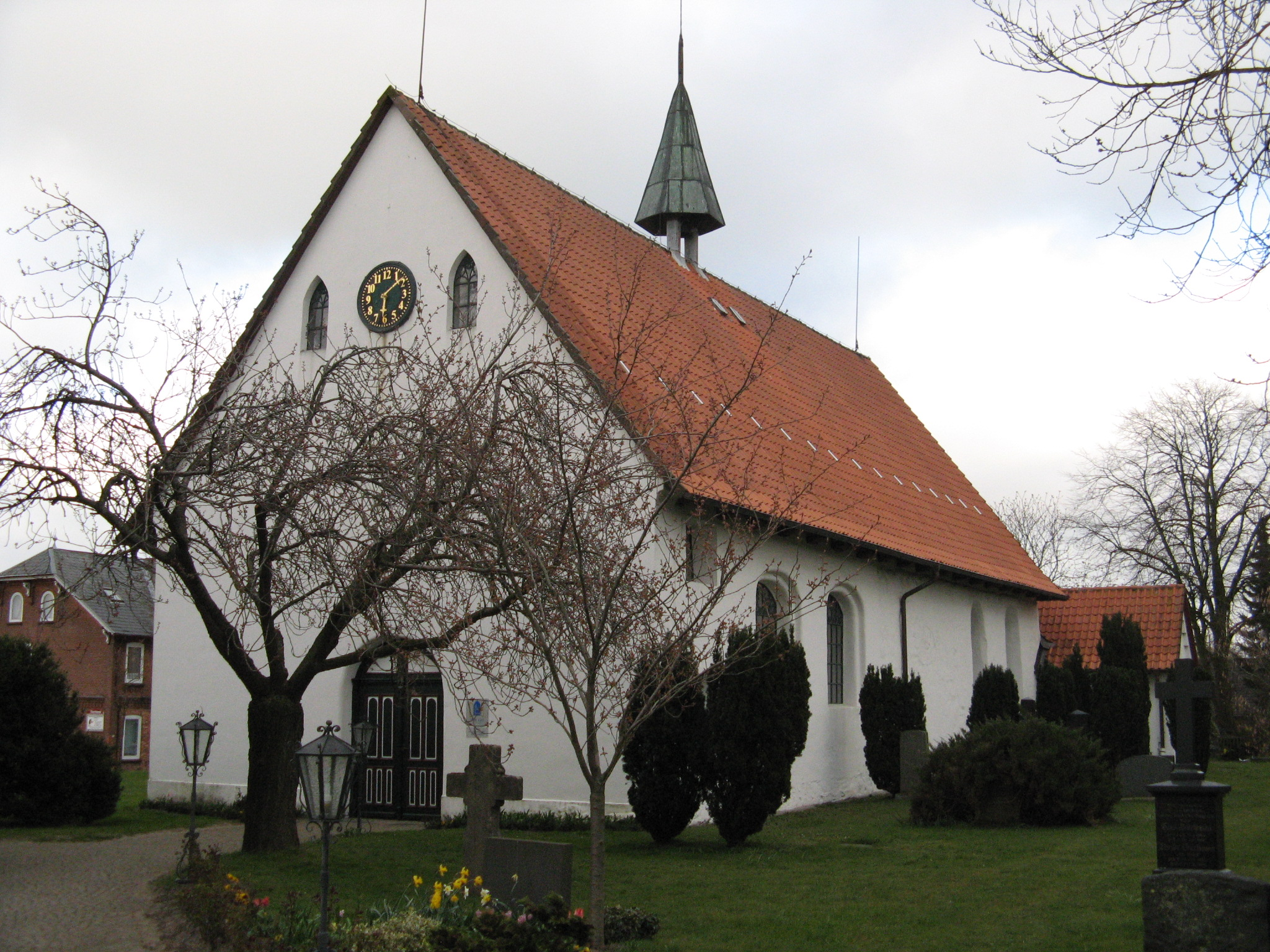
Die Kirche von SW: An den unterschiedlichen Fensterleibungen lässt sich die Erweiterung des Kirchenschiffs nach Westen 1682 erkennen.

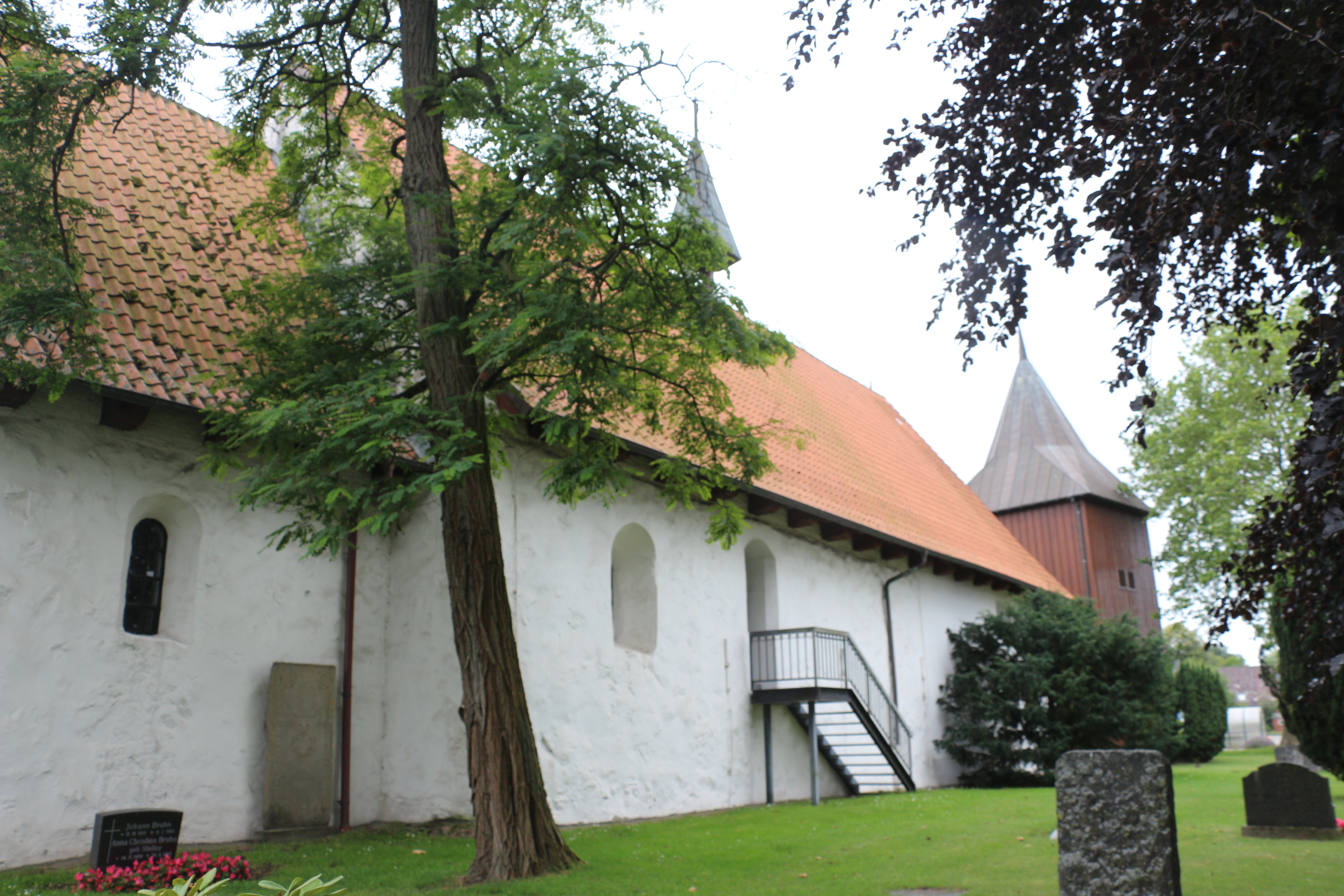
Kirche und Glockenturm von NO; zwischen den kleinen romanischen Fenster der Außeneingang zur Empore

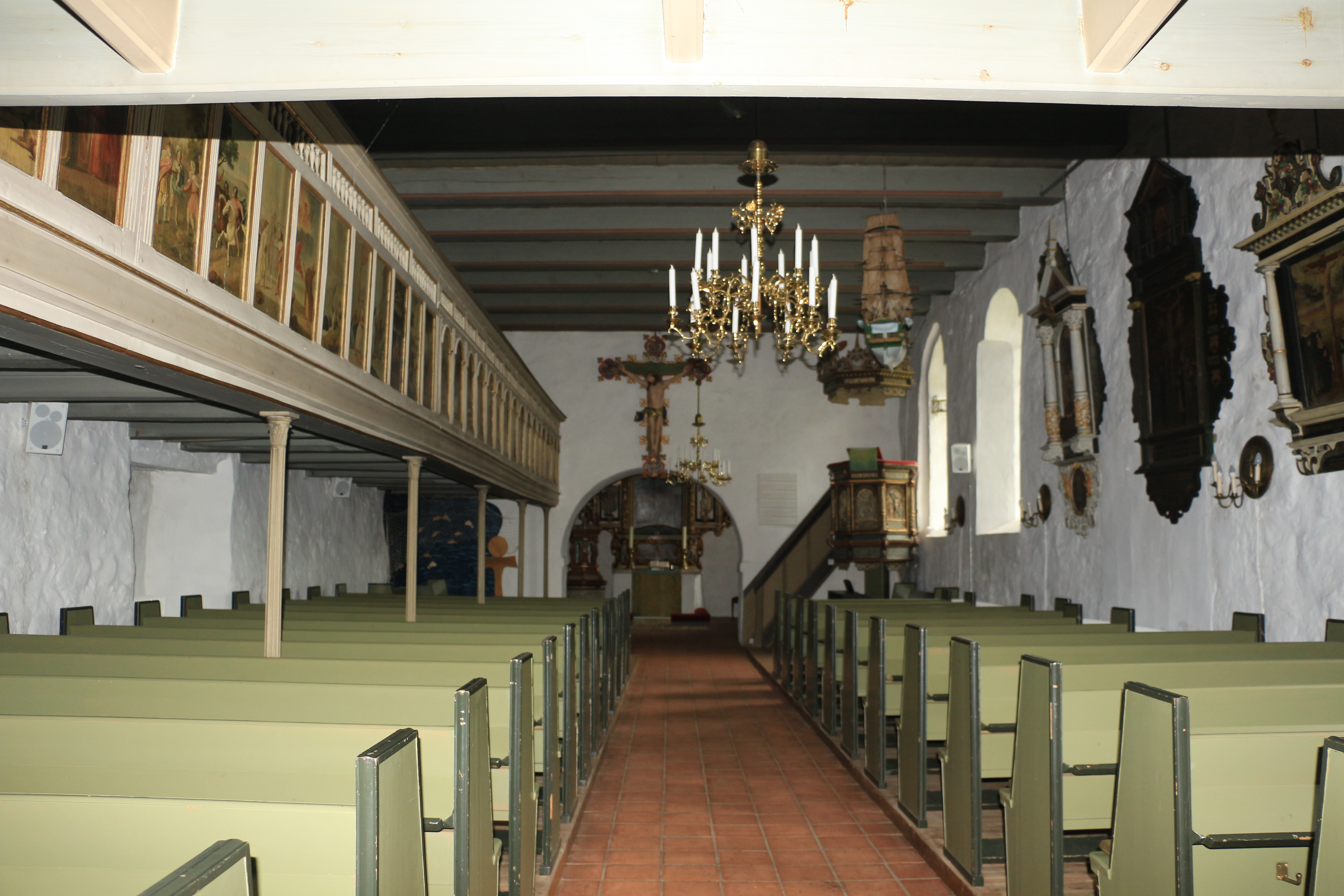
Blick zum Altar: Durch den niedrigen Chorbogen ist das Altarretabel nur halb zu sehen.

Die denkmalgeschützte St.-Marien-Magdalenen-Kirche in Erfde ist eine um 1200 gebaute romanische Feldsteinkirche mit einer Ausstattung aus dem 16. und 17. Jahrhundert. Sie gehört seit dem  1. Januar 2019 zusammen mit der Katharinenkirche Süderstapel und der Kirche von Bergenhusen zur Kirchengemeinde Stapelholm im Kirchenkreis Schleswig-Flensburg der Evangelisch-Lutherischen Kirche in Norddeutschland.

## Geschichte
Die ursprünglich sehr kleine, schlichte Kirche aus teilweise sehr großen Feldsteinen stammt aus der Zeit kurz vor 1200 und unterstand dem Patrozinium der Maria Magdalena. Das Langhaus und der eingezogene Chor sind flachgedeckt. Einige kleine romanische Fenster und der niedrige, enge Chorbogen sind im Original erhaltengeblieben. Die Fenster der Südwand wurden im Zusammenhang mit der Verlängerung der Kirche um fünf Fach nach Westen 1682 vergrößert. Dabei erhielt die Kirche auch ihr Westportal und den kleinen Dachreiter. Die ursprünglichen Eingänge an der Süd- und Nordwand sind zugemauert.
Die Dithmarscher zerstörten die Kirche bei einem Überfall 1402 teilweise. Erneut musste die Kirche nach einem Brand 1473 wieder aufgebaut werden, weshalb sich außer dem Taufstein kein mittelalterliches Inventar erhalten hat. Beim Dorfbrand 1768 blieb die Kirche dagegen, anders als das Pastorat und die meisten umliegenden Häuser, verschont. Der abseits stehende hölzerne Glockenturm wurde 1781 errichtet.
Im Kirchspielgebiet befand sich eine Schanze an der Sorge, die die Grenze des Herzogtums Schleswig-Holstein-Gottorf sicherte. Für die seelsorgerliche Betreuung der Besatzung dieser Schanze erhielt der Pastor eine Vergütung aus der Landeskasse. 1700 wurde die Schanze durch königlich dänische Truppen zerstört.

## Ausstattung
Die Kirchenausstattung stammt größtenteils aus nachreformatorischer Zeit. Einzig der Taufstein könnte kurz nach der Erbauung angeschafft worden sein. Er ist aus gotländischem Kalkstein, dessen Export nach 1230 begann. Die Lilienbandverzierung ist in Schleswig-Holstein einmalig. Der Stein ist mit einem Metallband eingefasst mit Ösen zur Befestigung eines Taufdeckels, der das Wasser im Taufbecken vor Verunreinigung schützen sollte. Der hölzerne Deckel wurde 1635 von demselben Künstler, der auch die Kanzel herstellte, vermutlich dem in Wilster ansässigen Jürgen Heitmann, angefertigt. In der Laterne ist abgebildet, wie Jesus von Nazareth von Johannes dem Täufer getauft wird. Darüber steht: „Laset de Kinderken zu mir kamen und weret en nicht. S. I. RG.“ (Mt 19,14 ). Die Inschrift darunter erklärt, dass der herzogliche „Hvresman in Tilenhem“, einem damals zum Kirchspiel gehörenden Gehöft, „Simen Janzen“ den „Dopedeckel“ „aus miltrichen Hertzen“ stiftete.
Die Kanzel entstand ebenfalls 1635 in derselben Werkstatt im Renaissancestil. Sie wurde der Gemeinde von Herzog Friedrich III. von Schleswig-Holstein-Gottorf gestiftet. Auch der Kirchspielvogt und ein Gemeindeglied gaben einen Anteil, wie die lange Inschrift unter den farbiggefassten Reliefs verrät. Diese zeigen in vier Szenen die Heilsgeschichte: Adam und Eva, Verkündigung des Herrn, Geburt Christi und Kreuzigung. In dem dazugehörigen sechseckigen Schalldeckel ist eine Taube als Symbol des heiligen Geists angebracht. Zur Kanzel gehört eine in der Fensterleibung angebrachte Kanzeluhr mit vier Gläsern.

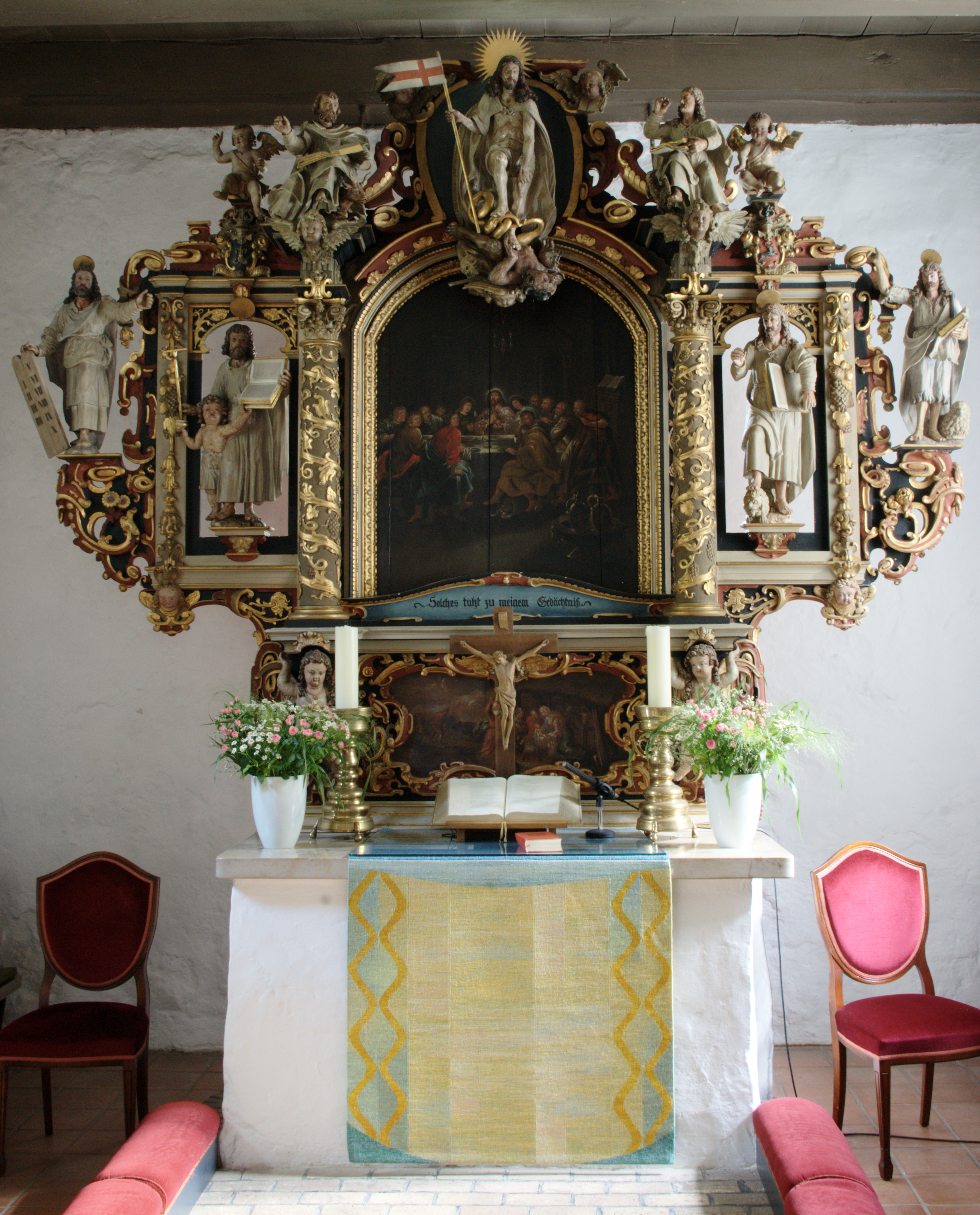
Der Altar aus der Werkstatt des Hans Gudewerth

Das Altarretabel aus der zweiten Hälfte des 17. Jahrhunderts stammt von einem Künstler der Eckernförder Bildschnitzerschule. Es zeigt den typischen Knorpelstil, für den besonders Hans Gudewerth der Jüngere berühmt ist. In Hauptfeld und Predella befinden sich Gemälde (Anbetung Christi und Abendmahl). Auf einen Aufbau mit einem weiteren Gemälde wie in vergleichbaren Retabeln wurde wegen der niedrigen Deckenhöhe verzichtet, stattdessen befindet sich über dem Altarbild eine geschnitzte Darstellung von Jesus Christus als Überwinder von Tod und Teufel. Die übrigen Schnitzfiguren stellen von links nach rechts Moses, die vier Evangelisten mit ihren Symbolen (Matthäus und Markus rechts und links neben dem Altarbild, Lukas und Johannes darüber) sowie Johannes den Täufer dar. Alle halten sie ein Buch in der Hand.
Das Triumphkreuz über dem Chorbogen entstand um 1510–20, vermutlich in einer Rendsburger Werkstatt aus der Nachfolge Lutje Möllers. An der Brust des Gekreuzigten befindet sich eine unter der Bemalung von 1925 nicht mehr sichtbare Öffnung mit rechteckigem Deckel, in der sich eine Reliquie befand. Die Ende des Kreuzes zeigen die Evangelistensymbole. Die Assistenzfiguren Maria und Johannes befinden sich seit 1925 im Städtischen Museum Flensburg.
Hinter dem Taufstein befindet sich an der Wand des Chores ein Gestühlsaufsatz mit den Wappen von Herzog Adolf von Schleswig-Holstein-Gottorf und seiner Frau Christine von Hessen. Herzog Adolf und seine Nachfolger hielten sich häufig zur Jagd in Erfde auf und besuchten dort auch den Gottesdienst. Auch 1559 im Zusammenhang mit der Eroberung Dithmarschens und erneut 1570, als er die Treene bei Friedrichstadt abdämmen ließ, weilte Herzog Adolf in Erfde.
An der Südwand des Langschiffs hängen drei Epitaphe aus dem 16. und 17. Jahrhundert sowie das Bild des Pastor Christoph Clodius, der 55 Jahre lang, von 1617 bis 1672, Pastor in Erfde war, während der letzten Jahre unterstützt von seinem späteren Nachfolger Thomas Theye. Sein Name findet sich auch auf der Widmungsaufschrift der Kanzel. Unter der Decke hängt neben den Kronleuchtern auch ein Votivschiff.

## Empore

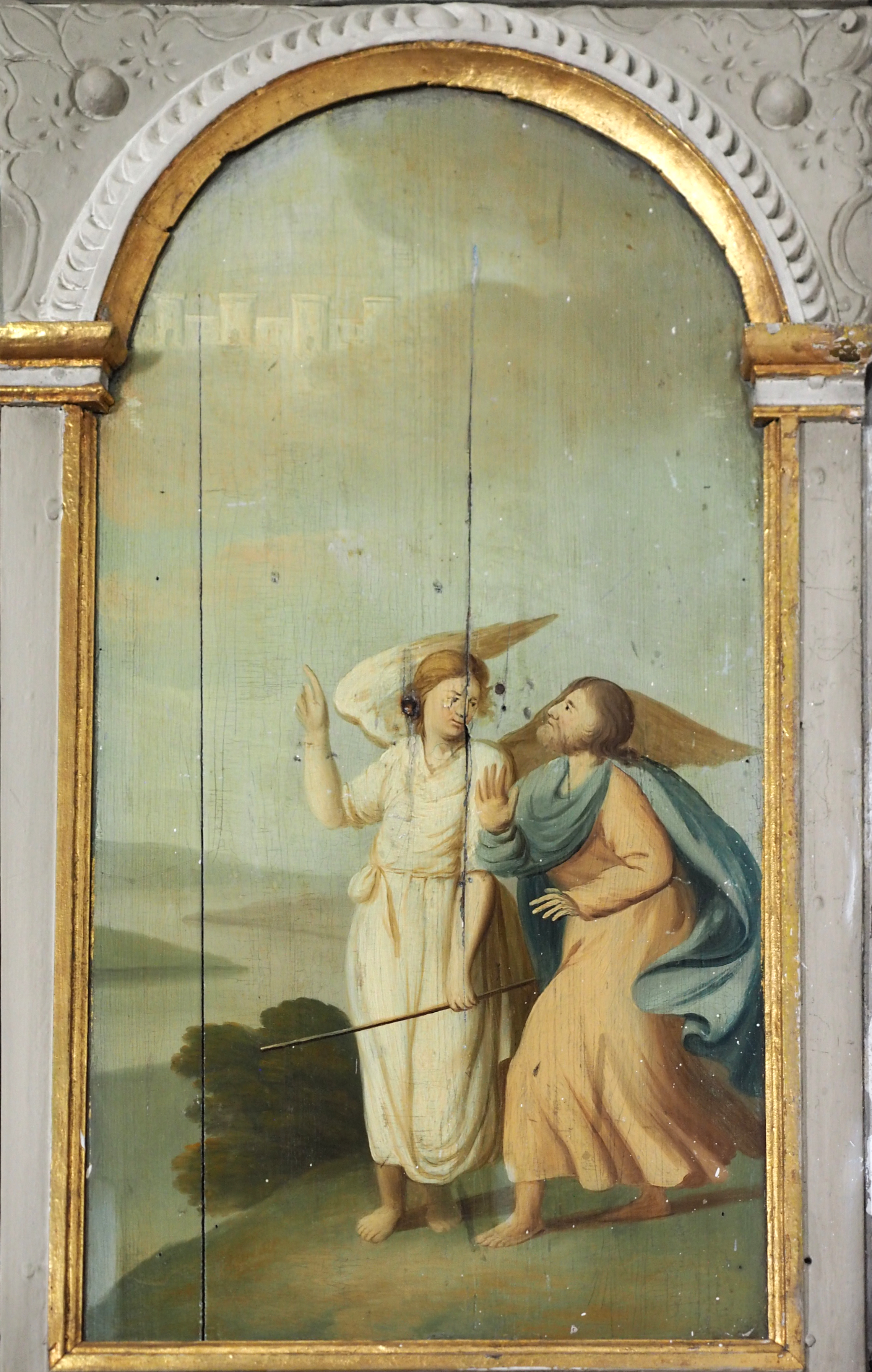
Emporenmalerei. Johannes von Patmos sieht das neue Jerusalem

Die Empore an West- und Nordseite wurde 1794 eingezogen. Sie ist (auch) durch eine Treppe direkt von außen zugänglich. An den Brüstungsfüllungen gibt es Emporenmalerei, an der die Heilsgeschichte von Adam und Eva bis zur Apostelgeschichte abbildet ist.
Jedes Bild hatte ursprünglich einen Titel und nannte die dazugehörende Bibelstelle. Diese Schriften sind bei der Restaurierung 1955 übermalt worden. Die Bilder stammen offensichtlich von unterschiedlichen Malern. Einer von ihnen soll der Maler Paul Ipsen sein, dessen Bruder im 18. Jahrhundert in Erfde Pastor war.
Ungewöhnlich ist, dass es kein Bild zur Kreuzigung gibt. Möglicherweise wurden früher vorhandene Bilder zur Passion und zur Kreuzigung später durch die Bilder 27 und 28 ersetzt.
- 1. Mose empfängt die Gesetzestafeln.
- 2. Jesus lehrt zwei Jünger auf dem Weg nach Emmaus.
- 3. Adam und Eva.
- 4. Kain tötet seinen Bruder Abel.
- 5. Die Sintflut und die Arche Noah.
- 6. Hiob leidet.
- 7. Saul wütet gegen David.
- 8. David der Psalmist.
- 9.  David will sich nicht an Schimmi rächen.
- 10. Absaloms Ende.
- 11. Die Königin von  Saba besucht Salomo.
- 12. Der Feuerwagen des Elia.
- 13. Jona wird gerettet.
- 14. Esther.
- 15. Tobit und der Engel bringen Tobias die Augensalbe.
- 16. Geburt im Stall und Flucht nach Ägypten.
- 17. Jesus wird getauft.
- 18. Jesus widersteht den Versuchungen.
- 19. Jesus predigt vom Boot aus.
- 20. Jesu Salbung durch die Sünderin.
- 21. Die Sturmstillung.
- 22. Die Auferweckung des Jünglings von Nain.
- 23. Das Gleichnis vom verlorenen Sohn.
- 24. Das Gleichnis vom barmherzigen Samariter.
- 25.  Der reiche Mann und Lazarus.
- 26. Verklärung Jesu.
- 27. Die Fußwaschung.
- 28. Jesus betet in Gethsemane.
- 29. Jesus wird begraben.
- 30. Die Auferstehung.
- 31. Der ungläubige Thomas.
- 32. Himmelfahrt.
- 33. Pfingsten.
- 34. Die Steinigung des Stephanus.
- 35. Johannes von Patmos sieht das neue Jerusalem.

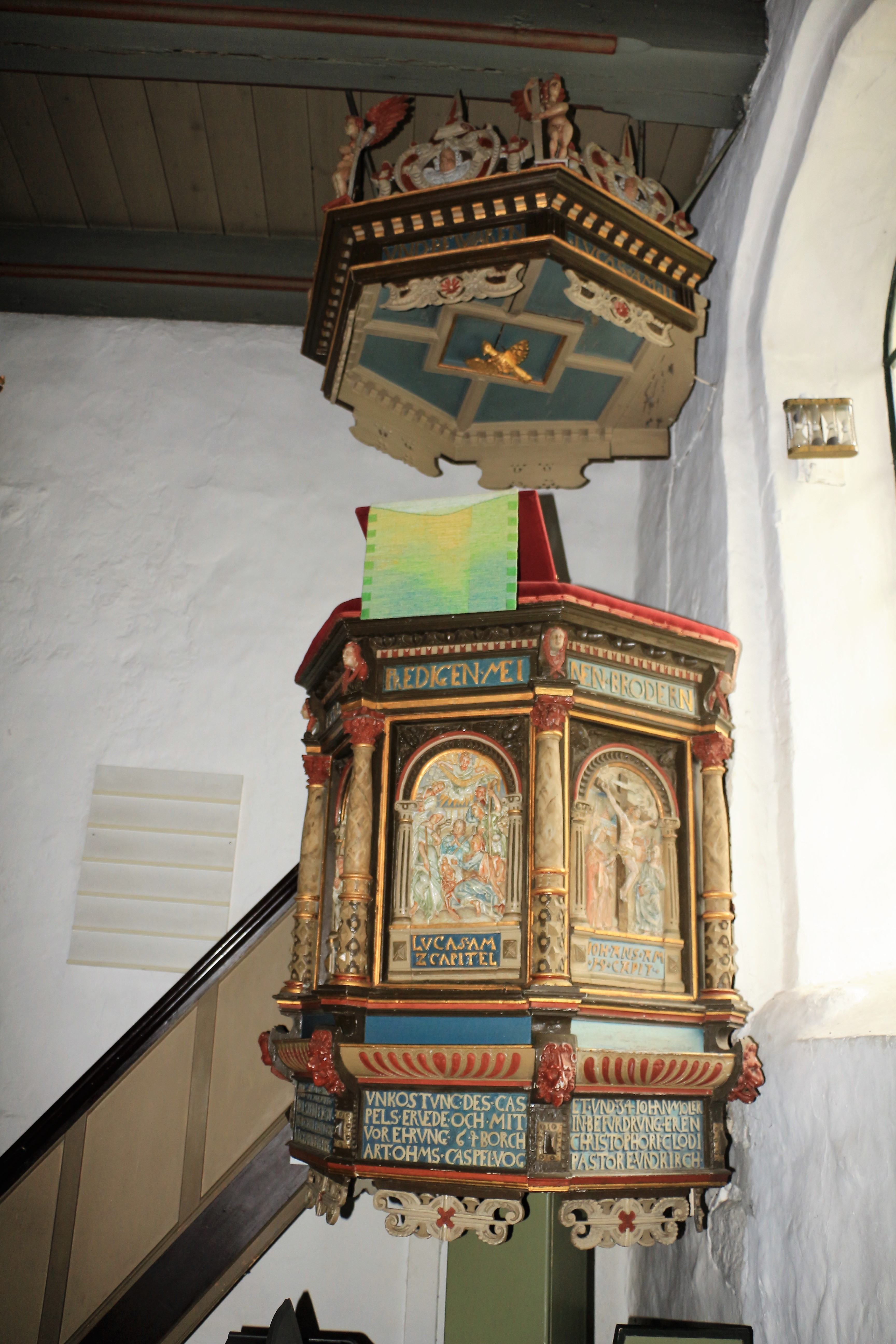
Kanzel von 1635, im Fenster die Kanzeluhr
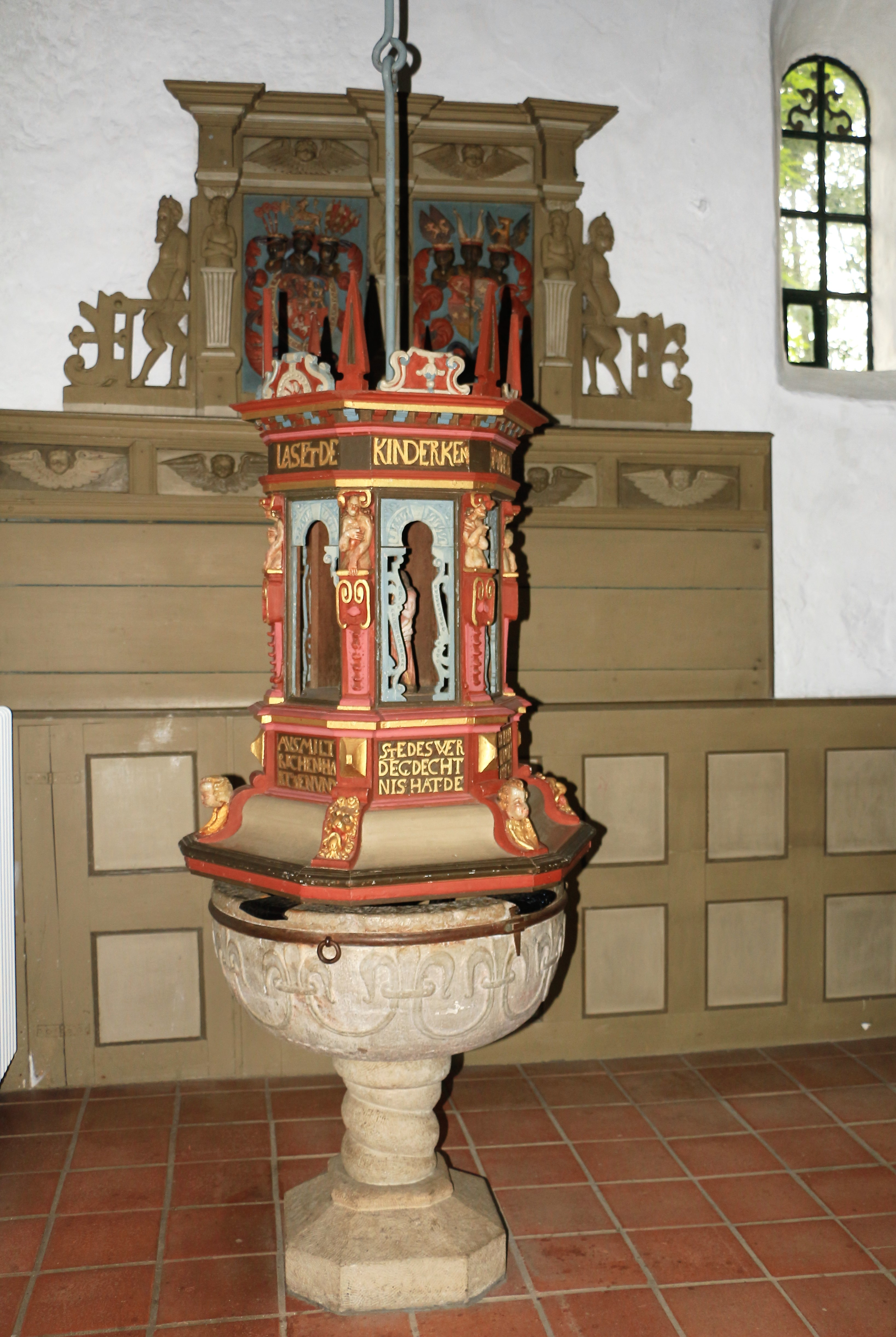
Über dem romanischen Taufbecken hängt ein Deckel von 1635, dahinter das Gestühl mit dem herzoglichen Wappen
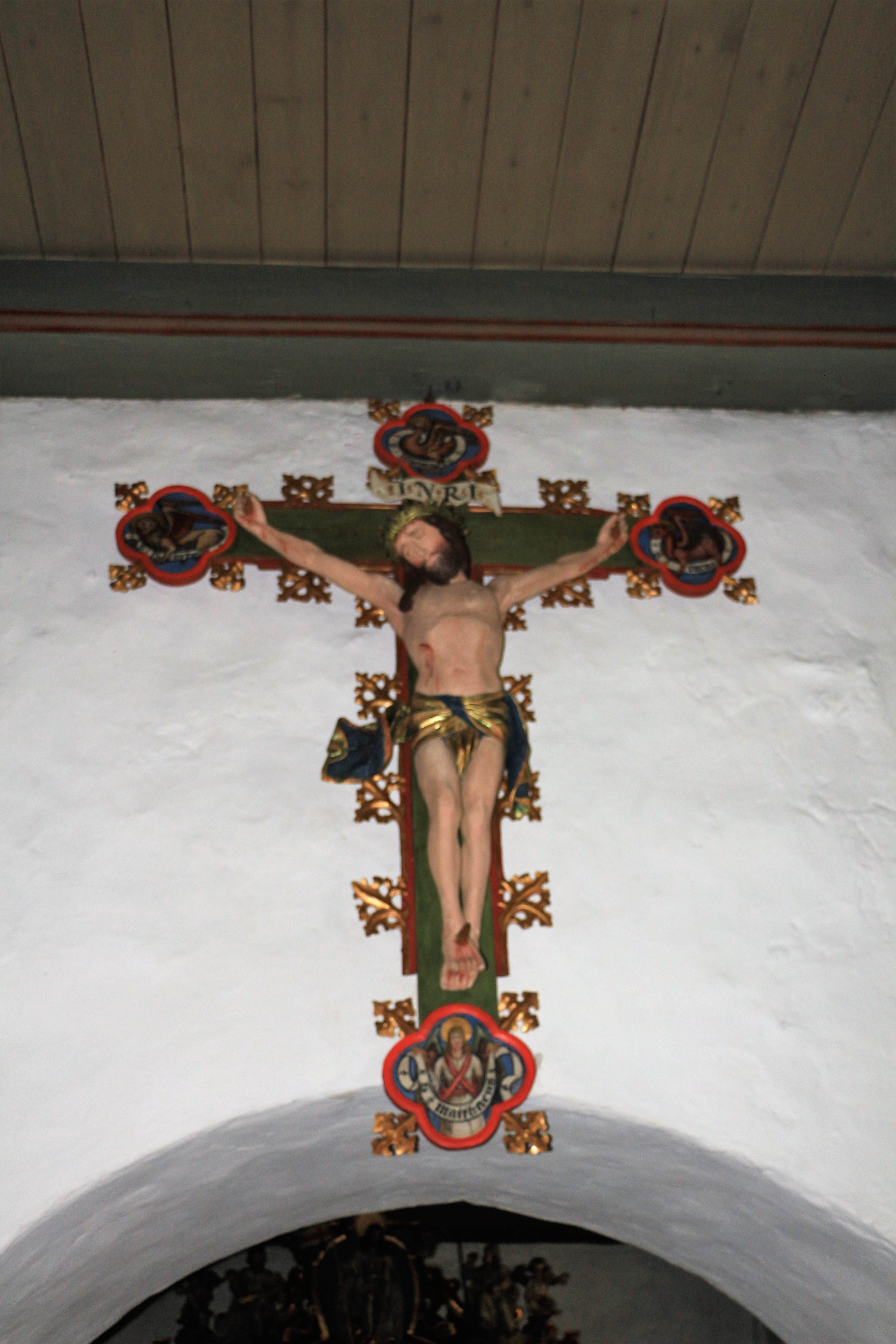
Triumphkreuz von 1510
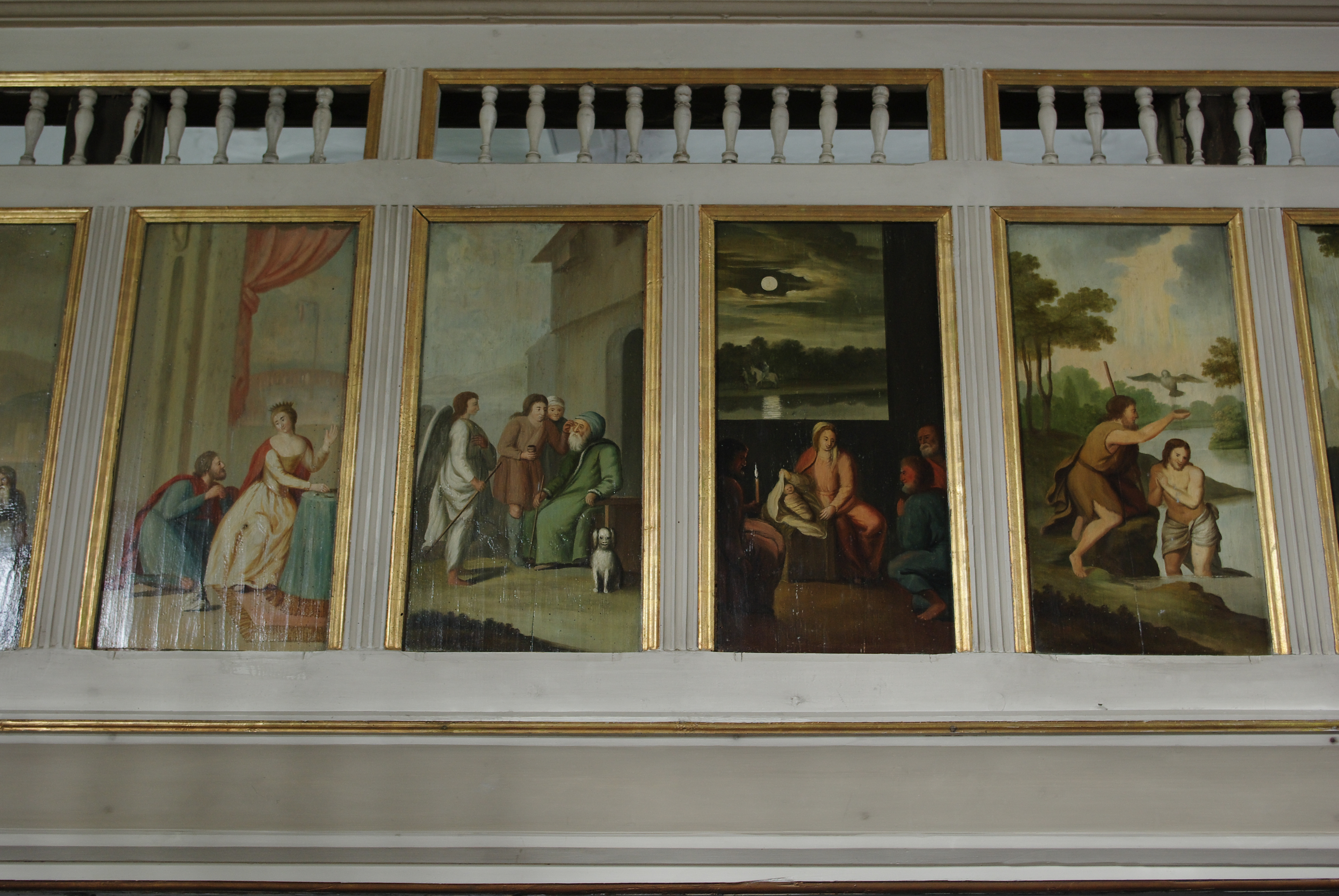
Bilder von der Nordempore: Königin Ester, Tobias, Geburt und Taufe Christi